# Лутугинська міська територіальна громада
Лутугинська міська територіальна громада — номінально утворена територіальна громада в Луганському районі Луганської області України. Адміністративний центр — місто Лутугине.
Територія громади є окупованою.
Утворена 12 червня 2020 року шляхом об'єднання Лутугинської міської, Білоріченської, Врубівської, Георгіївської, Успенської, Челюскінської селищних, Волнухинської, Іллірійської, Кам'янської, Оріхівської, Першозванівської сільських рад Лутугинського району.

## Населені пункти
У складі громади: місто — Лутугине; селища — Білоріченський, Врубівський, Георгіївка, Збірне, Кам'яний Пласт, Ключове, Комишуваха, Лісне, Марія, Мирне, Новопавлівка, Титаренкове, Успенка, Шимшинівка, Ясне; села — Бокове, Велика Мартинівка, Верхня Оріхівка, Волнухине, Глафірівка, Західне, Іллірія, Кам'янка, Круглик, Македонівка, Мала Мартинівка, Мала Юріївка, Мар'ївка, Новобулахівка, Новофедорівка, Оріхівка, Паліївка, Переможне, Першозванівка, Петро-Миколаївка, П'ятигорівка, Ушаківка, Шовкова Протока.